# Olavi Mannonen
Olavi Aleksanteri „Ole” Mannonen (ur. 7 marca 1930 w Wyborgu, zm. 17 marca 2019 w Helsinkach) – fiński pięcioboista nowoczesny. Trzykrotny medalista olimpijski.
Brał udział w  dwóch letnich igrzyskach olimpijskich IO 52, IO 56), na obu zdobywał medale. W 1952 był trzeci w drużynie, tworzyli ją ponadto Lauri Vilkko i Olavi Rokka, indywidualnie był piąty. Cztery lata później ponownie był trzeci w tej konkurencji, tym razem wspólnie z Wäinö Korhonenem i Berndtem Katterem. Ponadto w rywalizacji indywidualnej zajął drugie miejsce, za Szwedem Larsem Hallem. Srebrny medal zdobył również indywidualnie na mistrzostwach świata w 1955. W 1953 i 1956 zostawał mistrzem Finlandii, w 1952, 1955 i 1960 był drugi. Pracował jako policjant.